# Okręty podwodne typu Circé
Okręty podwodne typu Circé – francuskie okręty podwodne z okresu międzywojennego i II wojny światowej. W latach 1923–1930 w stoczni Schneider w Chalon-sur-Saône zbudowano cztery okręty tego typu. Jednostki weszły w skład Marine nationale w latach 1929–1930, służąc na Morzu Śródziemnym. Wszystkie wzięły udział w działaniach wojennych, między innymi w kampanii norweskiej, podczas której utracono „Doris”. Od zawarcia zawieszenia broni między Francją a Niemcami pozostałe okręty znalazły się pod kontrolą rządu Vichy. 27 listopada 1942 roku „Thétis” została samozatopiona w Tulonie, a w grudniu „Circé” i „Calypso” zostały przejęte przez Niemców w Bizercie i przekazane Włochom. Okręty nie zdążyły wejść do służby w Regia Marina, gdyż „Calypso” została zatopiona w Bizercie przez alianckie samoloty w styczniu 1943 roku, a „Circé” została samozatopiona w tym samym porcie w maju tego roku.

## Projekt i budowa
Okręty podwodne typu Circé zamówione zostały na podstawie programu rozbudowy floty francuskiej z 1922 roku. Okręty, zaprojektowane przez inż. Jeana Simonota, zbliżone były wielkością i parametrami do typu Sirène. Jednostki charakteryzowały się wysoką manewrowością i silnym uzbrojeniem, lecz miały zbyt długi czas zanurzenia, a ciasnota wnętrza powodowała trudności w obsłudze mechanizmów okrętowych przez załogę.
Wszystkie okręty typu Circé zbudowane zostały w stoczni Schneider w Chalon-sur-Saône. Stępki okrętów położono w 1923 roku, zostały zwodowane w latach 1925–1927, a do służby w Marine nationale przyjęto je w latach 1929–1930. Jednostki otrzymały numery burtowe Q125–Q126 i Q134–Q135.
| Okręt            | Stocznia  | Początek budowy | Wodowanie            | Wejście do służby |
| ---------------- | --------- | --------------- | -------------------- | ----------------- |
| „Circé” (Q125)   | Schneider | luty 1923       | 29 października 1925 | czerwiec 1929     |
| „Calypso” (Q126) | Schneider | luty 1923       | 15 stycznia 1926     | czerwiec 1929     |
| „Thétis” (Q134)  | Schneider | lipiec 1923     | 30 czerwca 1927      | czerwiec 1929     |
| „Doris” (Q135)   | Schneider | lipiec 1923     | 25 listopada 1927    | 1930              |

## Dane taktyczno–techniczne
Okręty podwodne typu Circé były średniej wielkości okrętami podwodnymi o konstrukcji dwukadłubowej. Długość całkowita wynosiła 62,48 metra, szerokość 6,2 metra i zanurzenie 3,99 metra. Wyporność w położeniu nawodnym wynosiła 615 ton, a w zanurzeniu 776 ton. Okręty napędzane były na powierzchni przez dwa dwusuwowe silniki wysokoprężne Schneider-Carels o łącznej mocy 1250 koni mechanicznych (KM). Napęd podwodny zapewniały dwa silniki elektryczne o łącznej mocy 1000 KM. Dwuśrubowy układ napędowy pozwalał osiągnąć prędkość 14 węzłów na powierzchni i 7,5 węzła w zanurzeniu. Zasięg wynosił 3500 Mm przy prędkości 9 węzłów w położeniu nawodnym oraz 75 Mm przy prędkości 5 węzłów pod wodą. Zbiorniki paliwa mieściły 60 ton oleju napędowego, a energia elektryczna magazynowana była w bateriach akumulatorów typu D liczących 140 – 144 ogniwa. Dopuszczalna głębokość zanurzenia wynosiła 80 metrów, a autonomiczność 20 dób.
Okręty wyposażone były w siedem wyrzutni torped kalibru 550 mm: dwie wewnętrzne i dwie zewnętrzne na dziobie, jedną wewnętrzną na rufie oraz jeden podwójny obrotowy zewnętrzny aparat torpedowy za kioskiem, z łącznym zapasem 13 torped. Uzbrojenie artyleryjskie stanowiło działo pokładowe kal. 75 mm M1925 L/35 oraz dwa karabiny maszynowe kal. 8 mm (2 x I).
Załoga pojedynczego okrętu składała się z 3 oficerów oraz 38 podoficerów i marynarzy.

## Służba
W momencie wybuchu II wojny światowej okręty pełniły służbę na Morzu Śródziemnym, wchodząc w skład 13. dywizjonu 5. eskadry 1. Flotylli okrętów podwodnych stacjonującej w Tulonie. 28 marca 1940 roku wszystkie jednostki typu Circé wyszły z Oranu w konwoju 17.R, udając się przez Cieśninę Gibraltarską do Brestu. Następnie okręty udały się do Harwich, by wspomóc Brytyjczyków w kampanii norweskiej. 9 maja 1940 roku o godzinie 0:14 płynąca na powierzchni „Doris” została trafiona torpedą G7a wystrzeloną z dowodzonego przez por. mar. Wolfganga Lütha okrętu podwodnego U-9. Jednostka zatonęła w ciągu minuty na pozycji 52°48′N 3°49′E/52,800000 3,816667, pociągając za sobą śmierć 45 członków załogi (w tym trzech marynarzy Royal Navy). 17 maja „Circé” zderzyła się z francuskim okrętem podwodnym „La Sibylle”, doznając uszkodzeń prawoburtowego silnika. 25 maja „Circé” wraz z „Thétis” i okrętem-bazą okrętów podwodnych „Jules Verne” wyszły z Rosyth do Dundee, które osiągnęły bezpiecznie wieczorem (w morzu do mini-konwoju dołączyła jeszcze „Calypso”). 4 czerwca trzy pozostałe jednostki typu Circé (wraz z innymi francuskimi okrętami) udały się w rejs powrotny do Francji. Po przybyciu do Brestu okręty były remontowane w tamtejszej stoczni. 18 czerwca jednostki opuściły Brest, udając się do Casablanki. Po zawarciu zawieszenia broni między Francją a Niemcami okręty znalazły się pod kontrolą rządu Vichy. Następnie „Circé” i „Calypso” zostały rozbrojone w Bizercie i na przełomie 1941 i 1942 roku wycofano je z czynnej służby. 27 listopada 1942 roku, podczas ataku Niemców na Tulon, „Thétis” została samozatopiona. Po rozpoczęciu przez Niemcy okupacji terenów podległych rządowi Vichy, 8 grudnia 1942 roku „Circé” i „Calypso” zostały przejęte przez Niemców w Bizercie i przekazane Włochom. Jednostki nigdy nie weszły do służby w Regia Marina. „Calypso” została zatopiona w Bizercie 30 stycznia 1943 roku w wyniku nalotu amerykańskiego i brytyjskiego lotnictwa. „Circé” natomiast została samozatopiona w Bizercie 6 maja 1943 roku, kilka dni przed kapitulacją wojsk Osi w Tunezji.